# Pseudocoremia albifasciata
Pseudocoremia albifasciata là một loài bướm đêm trong họ Geometridae.